# Jan Reich

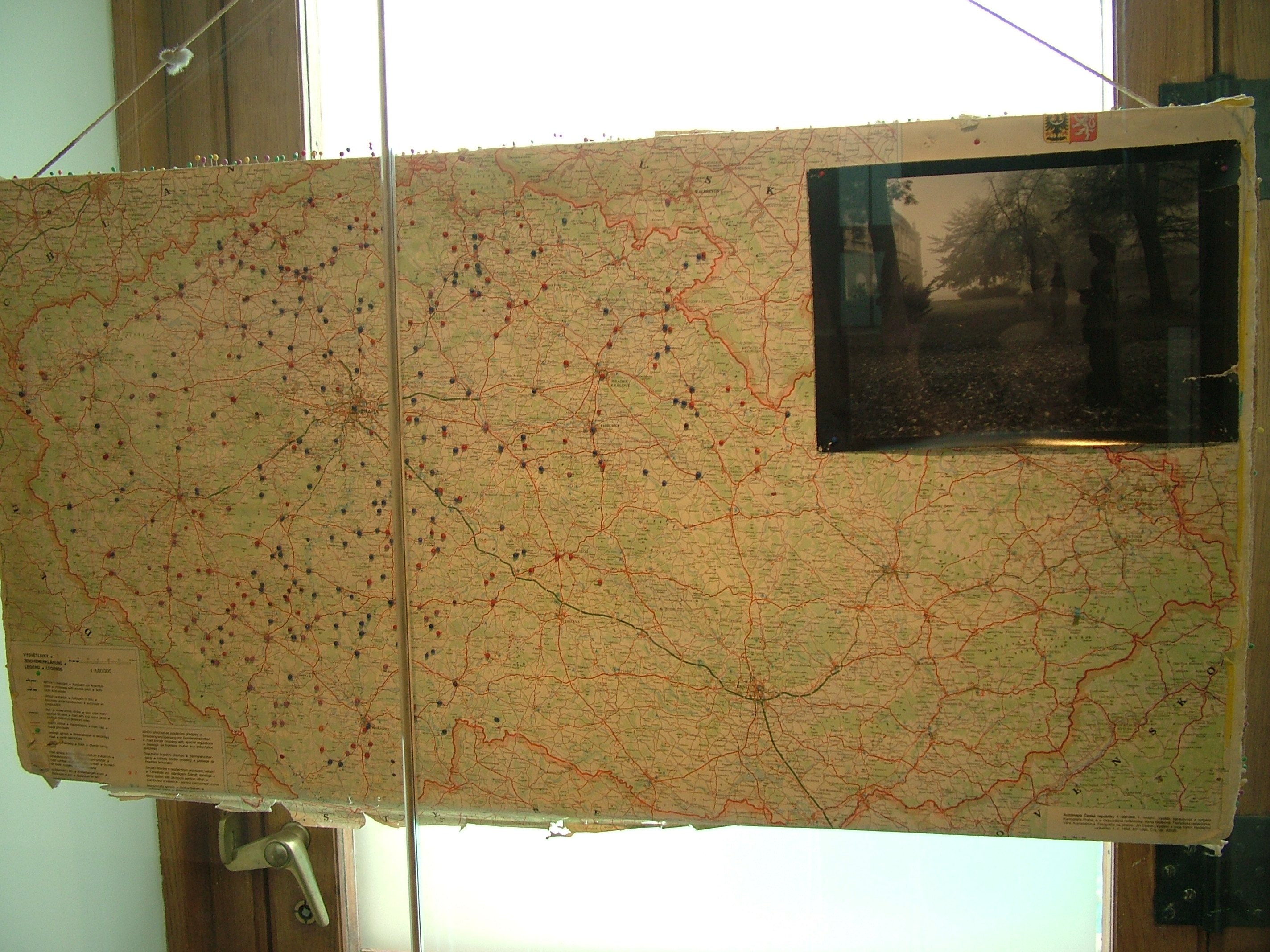
Mapa Jana Reicha, ve které si barevně označoval zajímavá místa, výstava Jan Reich – Fotografie: Životní příběh fotografa narozeného roku 1942 v Praze, Pražský hrad, 2012

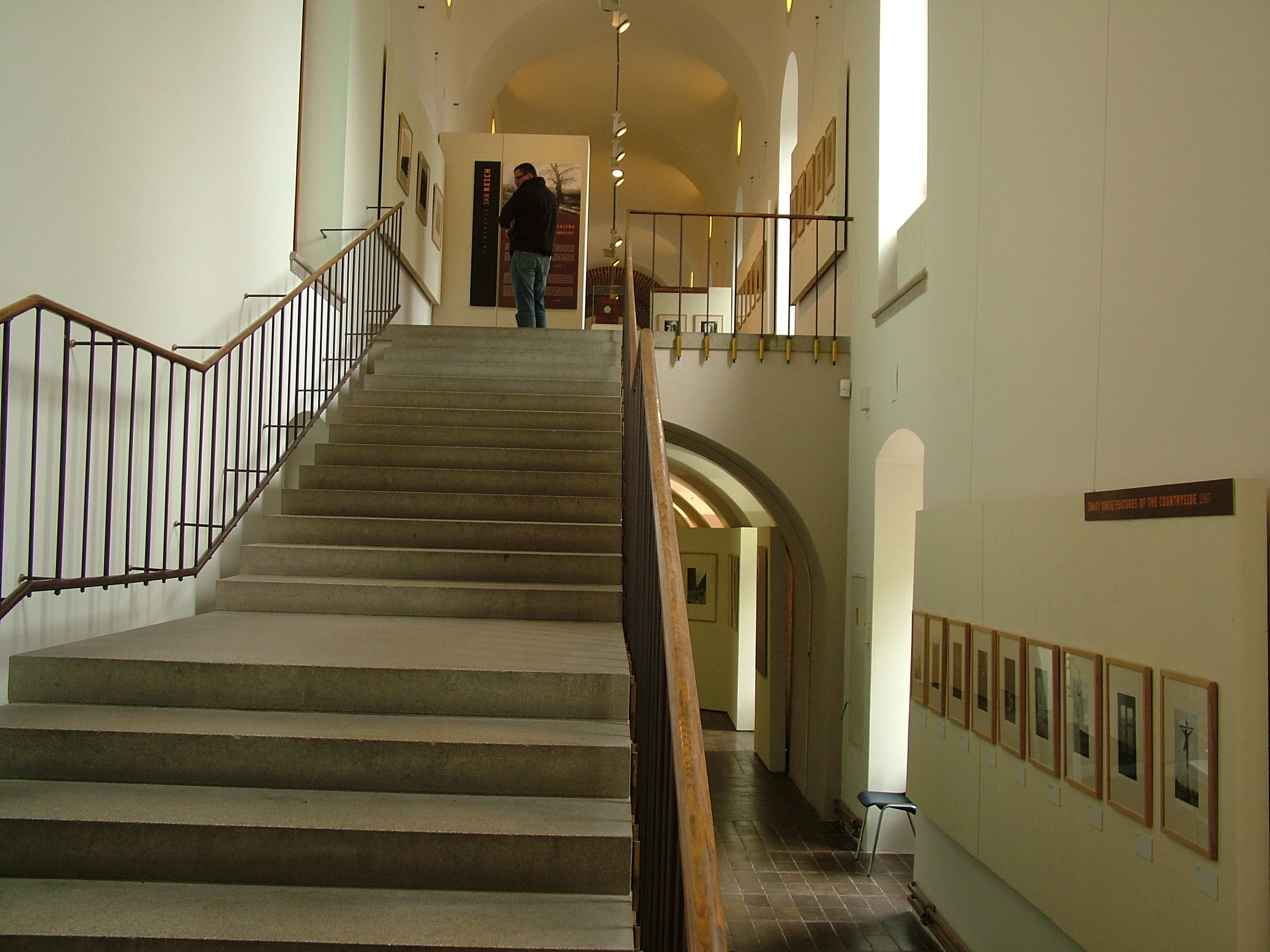
Výstava Jan Reich – Fotografie: Životní příběh fotografa narozeného roku 1942 v Praze, Pražský hrad, 2012

Jan Reich (21. května 1942, Praha – 14. listopadu 2009, Praha) byl český umělecký fotograf, představitel krajinářské a městské fotografie. Byl jeden z posledních klasiků české fotografie, který fotografoval černobíle na velkoformátový deskový přístroj, a spoluzakladatel skupiny Český dřevák.

## Životopis
O fotografii se zajímal již od dětských let, kdy sledoval život svých prarodičů na fotografiích zasílaných ze zámoří. V roce 1959 maturoval na jedenáctileté střední škole a po maturitě pracoval jako stavební dělník v Armabetonu. Koncem padesátých let vznikly první fotografie Prahy, které předznamenaly autorův budoucí zájem o historii a architekturu města (cykly Začátky, Praha). Po komunistickém převratu přišla rodina o majetek, otec byl vystěhován do Sudet, kde Reich po čase fotografoval zbytky opuštěné civilizace (cykly Znaky kraje a Doubice). V roce 1961 pracoval jako rekvizitář ve filmových studiích Barrandov a v témže roce nastoupil dvouletou vojenskou službu. Po jejím absolvování pracoval v jako fotograf v družstvu Fotografia v Praze, kde si osvojil práci s velkoformátovou kamerou. Střídal dělnické profese a ve volném čase fotografoval na kinofilm. Na jaře 1964 jednu sezónu pracoval jako dělník v cirkuse Evropa, se kterým procestoval Slovensko. V následujícím roce absolvoval s Cirkusem Kludský turné po Moravě. Během těchto cirkusových angažmá vznikly cykly Slovensko a Cirkus, které obsahují důvěrné portréty artistů a krotitelů v jejich prostředí. V letech 1965 až 1970 studoval FAMU v Praze, obor výtvarné fotografie. Během studia vznikly především fotografické soubory motivované vzpomínkami na mládí v Sudetech, zátiší a portréty. Žil život bohéma a často pobýval s generací narozenou kolem roku 1940 v ateliéru pod Vyšehradem – například s Borisem Hybnerem nebo Pavlem Sedláčkem. V roce 1968, po ruské invazi, skončilo svobodné fotografování pro časopisy. Ve zhoršující se situaci se Reich rozhodl odjet koncem roku 1969 ze země; devět měsíců zkusil žít v Paříži, intenzivně fotografoval Leicou na kinofilm všední a skutečnou atmosféru města v různých pařížských čtvrtích, fotografoval místní obyvatelstvo (vznikly zde cykly Portrét a Paříž), ale nakonec se vrátil zpět do Československa, kde dokončil studium na vysoké škole. Během 70. let vytrvale fotografoval svět svého dětství – pražské periferní čtvrti Holešovice, Libeň, Vysočany s jejich opuštěnými továrnami, dvory, ohradami a přístavy; vznikal tak postupně soubor Mizející Praha, zprvu snímaný na kinofilm a dokončený na formát 13x18 cm dřevěnou kamerou, předanou mu z pozůstalosti Josefa Sudka. Kromě toho je autorem několika barevných publikací a velkého množství barevných pohlednic Čech a Prahy, které na zakázku zhotovoval pro nakladatelství Pressfoto.
Od konce 70. let se autorova tvorba zásadně změnila, Reich se oženil, zakoupil chalupu na venkově a svou pozornost zaměřil na systematické dokumentování dávných hodnot české krajiny. Na původní dřevěné velkoformátové fotoaparáty snímal po třicet následujících let krajinu Sedlčanska nesoucí stopy uplynulých staletí; českou krajinu s jejími historickými místy doplnil soubory fotografií původních venkovských interiérů, včetně zátiší, portrétů místních obyvatel a své rodiny (cyklus Dům v krajině). Od roku 1970 byl profesionálním fotografem. Během 80. let velkoformátovými aparáty vytvořil i rozsáhlé soubory fotografií Prahy – historická místa snímal bez lidí a na těchto záběrech zachytil současnou podobu města vytvořenou mnoha generacemi (cykly Praha, Vltava a Praha). Po roce 1989 se Reich rozhodl nasnímat historická a duchovní místa krajiny celých Čech, po deset let pořizoval dřevěným velkoformátovým fotoaparátem záběry slavných pamětihodností, jako je Kuks či Karlštejn, i míst většině lidem téměř neznámých. Výběr 150 fotografií byl vydán knižně v roce 2005 a byl oceněn hlavní cenou Magnesia Litera (cyklus Bohemia).
V roce 2000 založili fotografové Karel Kuklík, Jan Reich, Jaroslav Beneš a Bohumír Prokůpek skupinu Český dřevák (pojem dřevák znamená dřevěný, skříňový fotoaparát) a s tímto sdružením Jan Reich také vystavoval. Během následujících let se věnoval převážně krajině Sedlčanska a tvorbě zátiší plných tajemství a světelných kontrastů, záběry snímal na největší možný formát aparátu 30x40 cm (cykly Krajina, Zátiší).
Zemřel na rakovinu 14. listopadu 2009 ve věku šedesáti sedmi let.

## Výstavy

### Samostatné výstavy
- 1971 - Činoherní klub – Praha
- 1972 - Malá galerie Čs. Spisovatel – Praha
- 1977 - Divadlo v Nerudovce – Praha, Malá výstavní síň – Liberec
- 1981 - Staroměstská radnice – Praha
- 1990 - Čs. Spořitelna – Kladno
- 1994 - Malá výstavní síň – Liberec, Galerie ve věži – Mělník
- 1995 - Francouzský kulturní institut - Praha
- 1999 - Galerie photographii – Poznaň
- 2000 - Galerie Archa – Budyně nad Ohří, Galerie Pusta – Katovice, Galerie Avantgarda – Wroclaw, Česká centra –Kyjev, Varšava, Sofie, Velký Trnov, Moskva, Paříž, New York
- 2001 - Pražský dům fotografie – Praha, Galerie Nový svět – Praha, Česká centra – Berlín, Budapešť, Riga
- 2002 - Galerie Bohemica – Hanover, Česká centra – Dublin, Abidžan
- 2003 - Česká centra – Bukurešť, Ottawa, Athény, Rada Evropy – Štrasburk, Galerie Louvre – Praha, Technické muzeum – Drážďany
- 2004 - Galerie 4 – Cheb, Galerie Matheiu – Lyon, Galerie Modrý hrozen – Litvínov
- Pořádáno Českým centrem Madrid – Chinchon, El Escorial, Valladolid, Marbella, Cuenca
- 2006 - FIAP Paříž, Univerzita Pisa
- 2007 - České centrum a Galerie Place M – Tokio, České centrum – Berlín, Radnice – Wijk bij Duurstede, Nizozemsko, Muzeum hl. m. Prahy – Praha
- 2012 - Jan Reich – Fotografie : Životní příběh fotografa narozeného roku 1942 v Praze, Pražský hrad, Tereziánské křídlo Starého královského paláce, 25. duben - 19. srpen 2012
- 2013 - Jan Reich - Mizející Praha, Galerie Portheimka, Praha (1. října – 1. listopadu 2013)[3]
- 2015 - Jan Reich - Bohemia, Lašské muzeum v Kopřivnici (1. října - 29. listopadu 2015)
- 2020 - Krajina, 2. září - 28. listopad 2021, Kabinet fotografie v Galerii Kladenského zámku

### Společné výstavy
Zúčastnil se více než 100 výstav v různých městech:

Praha, Brno, Mělník, Bratislava, Liberec, Roudnice nad Labem, Cheb, West Berlin, Amsterdam, San Francisco, Tokio, Frankfurt nad Mohanem, Houston, New York, Haag, Arles, Laon, Chicago, Palo Alto, St. Malo, Paris, Strasburg, Dijon, Bamberg, Katovice,Uherské Hradiště, Bologna, Brusel, Znojmo, Olomouc, Mexico City, Buenos Aires, Montevideo, Lima, Ferrara, Česká Lípa, Evropská komise Brusel, univerzita Vídeň
- 2003 Paříž, Galerie Korytarz (s Jaroslavem Benešem), Jelenia Góra, Polsko

#### Český dřevák
- 2000 Praha bez věží, Malá galerie České spořitelny v Kladně, (Kuklík, Reich, Beneš)
- 2001 Český dřevák, Galerie 4, Cheb (Kuklík, Reich, Beneš, Prokůpek)
- 2002 Český dřevák, Lidové sady Liberec - malá výstavní síň (Kuklík, Reich, Beneš, Prokůpek, Rasl)
- 2003 Český dřevák, Jihomoravské muzeum ve Znojmě (Helbich, Kuklík, Reich, Beneš, Prokůpek, Rasl)
- 2003 účast na veletrhu fotografií Paris Photo v Paříži prostřednictvím Leica Gallery
- 2004 Český dřevák a jeho host Daniela Vokounová, Malá galerie České spořitelny v Kladně (Helbich, Kuklík, Reich, Beneš, Prokůpek, Rasl)
- 2005 Český dřevák a jeho host Richard Homola, Vlastivědné muzeum a galerie v České Lípě (Helbich, Kuklík, Reich, Beneš, Prokůpek, Rasl)
- 2006 Český dřevák, Galerie 4, Cheb (Helbich, Kuklík, Reich, Beneš, Prokůpek, Rasl)
- 2006 Český dřevák, Státní zámek Vranov nad Dyjí (Helbich, Kuklík, Reich, Beneš, Prokůpek, Rasl)
- 2006 Český dřevák, Alšova jihočeská galerie v Hluboké nad Vltavou - Wortnerův dům (Helbich, Kuklík, Reich, Beneš, Prokůpek, Rasl)
- 2007 Český dřevák, Galerie auf der Pawlatsche, Vídeň Rakousko (Helbich, Kuklík, Reich, Beneš, Prokůpek, Rasl)
- 2007 „Dwie Tradicje“ společná výstava s fotografy Vyšegrádu,Galerie Pusta Górnošlanskie Centrum Kultury, Katowice, Polsko.
- 2008 „Dvě tradice“ společná výstava s fotografy Vyšegrádu, Polské kulturní středisko v Praze
- 2008 Český dřevák, Výstavní síň Foma Bohemia, Hradec Králové (Helbich, Kuklík, Reich, Beneš, Prokůpek, Rasl)
- 2009 Český dřevák a jeho host Karel Novotný, Regionální muzeum Mělník, (Helbich, Kuklík, Reich, Beneš, Prokůpek, Rasl)
- 2010 Český Dřevák i jego gość Jakub Byrczek, Galerie Pusta, Katowice Polsko (Helbich, Kuklík, Reich, Beneš, Prokůpek, Rasl)
- 2018 Český dřevák, Rabasova galerie, Rakovník, 8. února - 29. dubna 2018
- 2022 Český dřevák, Ateliér Josefa Sudka, Praha, 8. dubna – 15. května 2022 (Beneš, Helbich, Kuklík, Prokůpek, Rasl, Reich), kurátor: Pavel Vančát[4]

## Fotografické cykly
- Slovensko (1964)
- Cirkus (1964–1965)
- Doubice (1965–1966)
- Znaky kraje (1967)
- Portrét (1968–1970)
- Paříž (1969–1970)
- Mizející Praha (1974–1979) – soubor mapující zákoutí, důvěrně známá od dětství. Snímky pořizoval od Vánoc 1973. Časem získaly velkou dokumentaristickou hodnotu: zachycená místa (Libeň, Holešovice, Smíchov) dávno změnila podobu.
- Periférie (1976)
- Město (1978–1979) – během práce na tomto cyklu přešel od kinofilmu ke střednímu formátu (6×9 cm) a posléze k velkému formátu (13×18 cm)
- Venkov (1973–1976)
- Praha (1980)
- Čechy – krajina (1980–1992)
- Rodina (1981)
- Venkovská zátiší (1984)
- Pražská zátiší (1987–1988)
- USA (1990)

## Fotografické publikace
- Chodsko, Pressfoto (1982)
- Krušnohoří, Pressfoto (1983)
- Posázaví, Pressfoto (1988)
- Prag-Kleineseite, Petit (1993) ISBN 80-901239-0-2
- Praha, Petit a Public History (1993) ISBN 80-901432-2-9
- Jan Reich – monografie, Fotomida (1997) ISBN 80-900301-7-3
- Mizející Praha, Gallery (2000), ISBN 80-86010-25-2
- Vltava a Praha, Petit a Public History (2001)
- Tichá Praha, BPC Taipei Taiwan (2003)
- REICH, Jan. Bohemia. Praha: Galerie Nový svět, 2005. 147 s. ISBN 80-903611-0-2. Vznikala v letech 1994 – 2004.
- REICH, Jan. Dům v krajině : Une maison a campagne : A house in the country. Praha: Galerie Nový Svět, 2007. 114 s. ISBN 80-903611-2-9.
- TŘEŠŇÁK, Petr. Jan Reich. Praha: Torst, 2009. 135 s. ISBN 978-80-7215-359-6.

## Zastoupení ve sbírkách
- Uměleckoprůmyslové museum v Praze
- Moravská galerie v Brně
- Muzeum umění a designu Benešov
- Museet for Fotokunst v Odense
- Centre Georges Pompidou v Paříži
- Texaská univerzita v Austinu v Austinu
- Muzeum umění v Houstonu

## Ocenění
- 1. místo v soutěži Nejkrásnější kniha roku vyhlašované ministverstvem kultury ČR 1980 – Praha
- Nejkrásnější fotografická kniha vyhlašované Svazem českých fotografů a časopisem Revue 2001 – Vltava a Praha
- Oceněno v soutěži magazínu fotografie jako nejlepší místopisná nebo turistická publikace 2001 – Vltava a Praha
- Magnesia Litera 2006 – za knihu Bohemia

## Galerie

Z cyklu Cirkus, 1964-1965
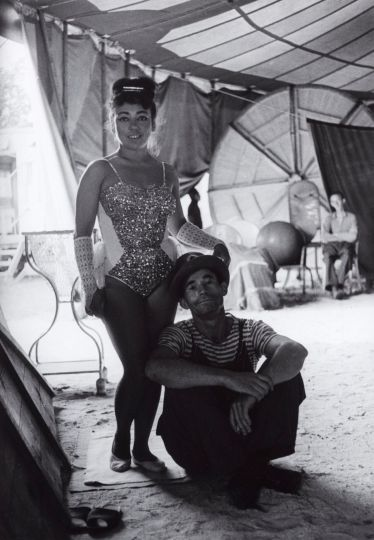
Klaun a hadí žena
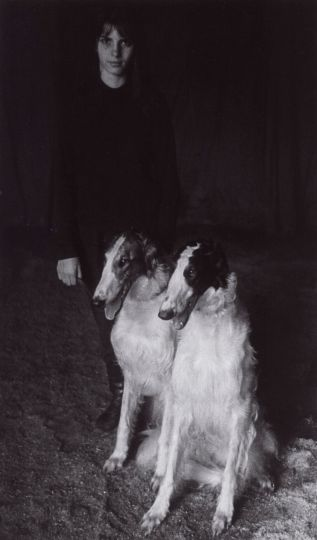
Eva s chrty
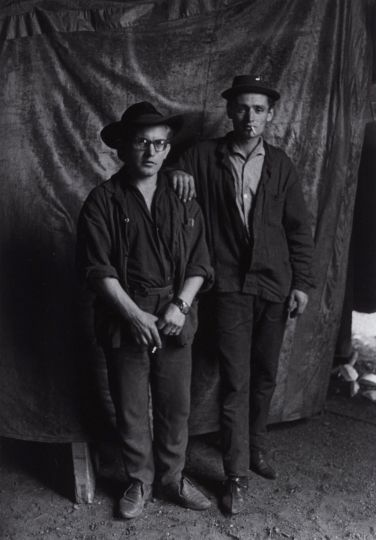
Franta a Karel
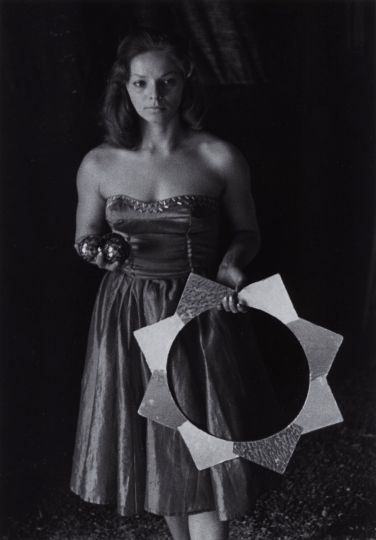
Marie

Z cyklu Městská krajina, 1997
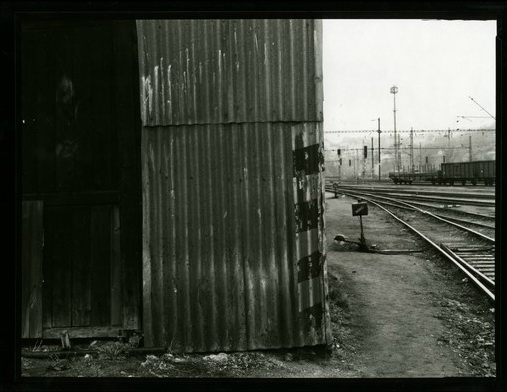
Z cyklu Městská krajina, 1997
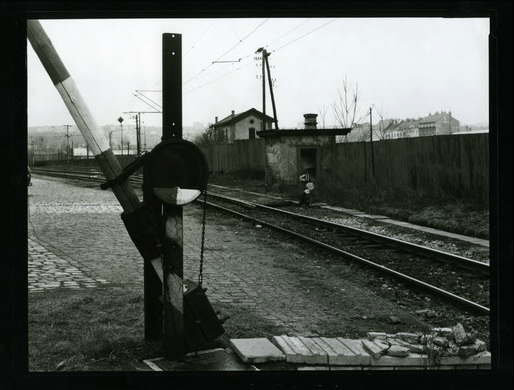
Z cyklu Městská krajina, 1997
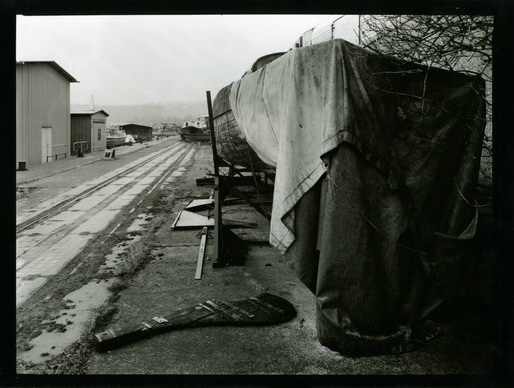
Z cyklu Městská krajina, 1997
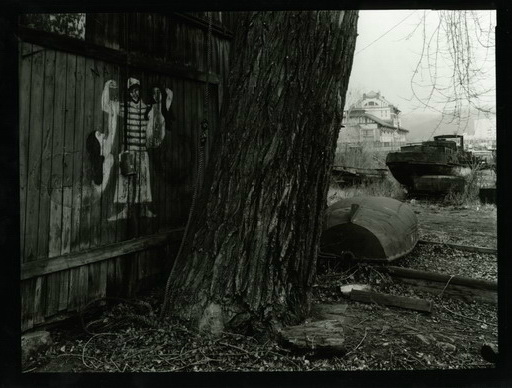
Z cyklu Městská krajina, 1997

Z cyklu Čechy, 1994-2004
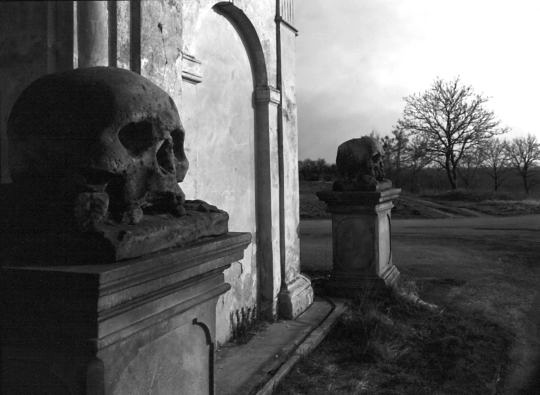
Čihadlo, 1995
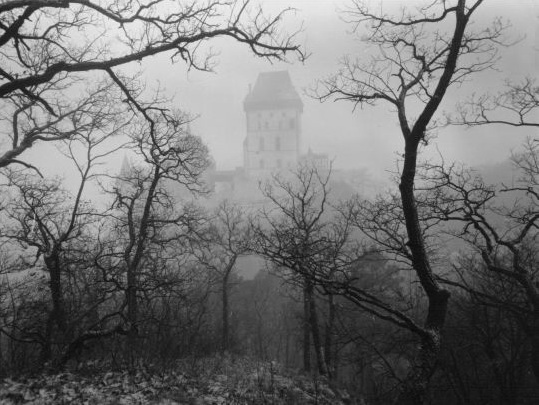
Karlštejn, 2003
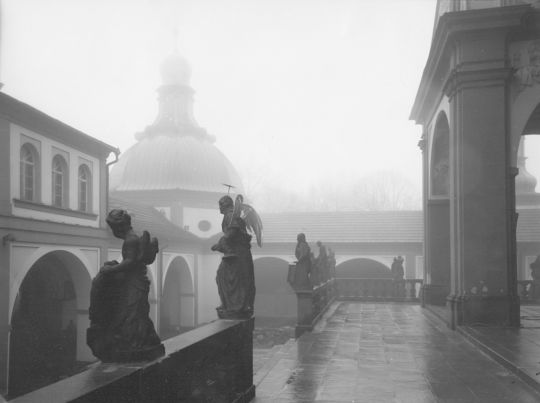
Příbram, 2002
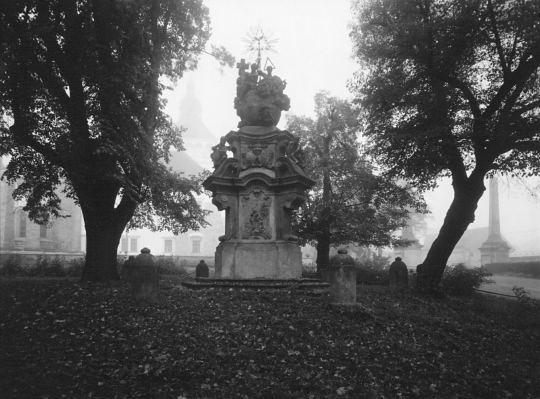
Smečno, 2001